# Alexander Mackenzie (tonsättare)
Alexander Campbell Mackenzie, född 22 augusti 1847, död 28 april 1935, var en skotsk tonsättare.
Mackenzie var 1888-1924 direktör för Royal Academy of Music i London och 1892-99 ledare för Royal Philharmonic conserts. Mackenzie har skrivit operor och körverk och har i flera kompositioner upptagit och bearbetat skotska motiv, såsom skotska rapsodier för orkester och skotsk konsert för piano och orkester.